# Samir Azzimani
Samir Azzimani (arab. سمير عزيماني; ur. 22 października 1977 r. w Les Vallois) – marokański biegacz narciarski i narciarz alpejski.

## Kariera
Po raz pierwszy na arenie międzynarodowej w narciarstwie alpejskim Samir Azzimani pojawił się 16 grudnia 2000 roku podczas zawodów FIS we francuskiej miejscowości Les Orres, gdzie został sklasyfikowany na 90. pozycji w slalomie gigancie.
W biegach narciarskich zadebiutował 6 grudnia 2013 we francuskiej miejscowości Bessans, gdzie w sprincie stylem dowolnym uplasował się na 41. miejscu.
W Puchar Świata w biegach narciarskich i Puchar Świata w narciarstwie alpejskim nie zadebiutował.

## Biegi narciarskie

### Igrzyska olimpijskie
| Miejsce | Dzień     | Rok  | Miejscowość | Konkurencja           | Czas biegu  | Strata       | Zwycięzca     |
| ------- | --------- | ---- | ----------- | --------------------- | ----------- | ------------ | ------------- |
| 111.    | 16 lutego | 2018 | Pjongczang  | 15 km stylem dowolnym | 33:43,9 min | +13:56,0 min | Dario Cologna |

### Mistrzostwa świata
| Miejsce | Dzień     | Rok  | Miejscowość | Konkurencja              | Czas biegu  | Strata | Zwycięzca      |
| ------- | --------- | ---- | ----------- | ------------------------ | ----------- | ------ | -------------- |
| 125.    | 19 lutego | 2015 | Falun       | Sprint stylem klasycznym | 3:02,35 min | –      | Petter Northug |

## Narciarstwo alpejskie

### Igrzyska olimpijskie
| Miejsce | Dzień     | Rok  | Miejscowość | Konkurencja | Czas biegu  | Strata   | Zwycięzca        |
| ------- | --------- | ---- | ----------- | ----------- | ----------- | -------- | ---------------- |
| 74.     | 23 lutego | 2010 | Vancouver   | Gigant      | 2:37,83 min | +28,80 s | Carlo Janka      |
| 44.     | 27 lutego | 2010 | Vancouver   | Slalom      | 1:39,32 min | +23,11 s | Giuliano Razzoli |

### Mistrzostwa świata
| Miejsce | Dzień     | Rok  | Miejscowość  | Konkurencja | Czas biegu  | Strata       | Zwycięzca            |
| ------- | --------- | ---- | ------------ | ----------- | ----------- | ------------ | -------------------- |
| 46.     | 8 lutego  | 2001 | Sankt Anton  | Gigant      | 2:23,80 min | +1:45,56 min | Michael von Grünigen |
| 77.     | 12 lutego | 2003 | Sankt Moritz | Gigant      | 2:45,93 min | +43,77 s     | Bode Miller          |
| DNF2    | 16 lutego | 2003 | Sankt Moritz | Slalom      | 1:40,66 min | –            | Ivica Kostelić       |
| 76.     | 9 lutego  | 2005 | Bormio       | Gigant      | 2:50,41 min | +49,83 s     | Hermann Maier        |
| DNF1    | 12 lutego | 2005 | Bormio       | Slalom      | 1:41,34 min | –            | Benjamin Raich       |
| BDNF2   | 13 lutego | 2009 | Val d’Isère  | Gigant      | 2:18,82 min | –            | Carlo Janka          |
| BDNF1   | 15 lutego | 2009 | Val d’Isère  | Slalom      | 1:44,17 min | –            | Manfred Pranger      |